# Sumo sacerdote samaritano
O Sumo sacerdote samaritano (em hebraico:  הכהן הגדול השומרוני, translit.: Kohen Hadash) é o sumo sacerdote (kohen gadol) da comunidade samaritana no Levante. Segundo a tradição samaritana, o ofício existe continuamente desde a época de Aarão, irmão de Moisés, e foi ocupado por 133 sacerdotes nos últimos 3.400 anos. No entanto, a historicidade desta reivindicação é contestada. Um relato de Josefo sugere que seus ocupantes de cargos são uma ramificação dos sumos sacerdotes zadoquitas de Jerusalém da época de Alexandre, o Grande. Desde 2013 o sumo sacerdote titular é Abdel IV.

## Ofício do Sumo sacerdote

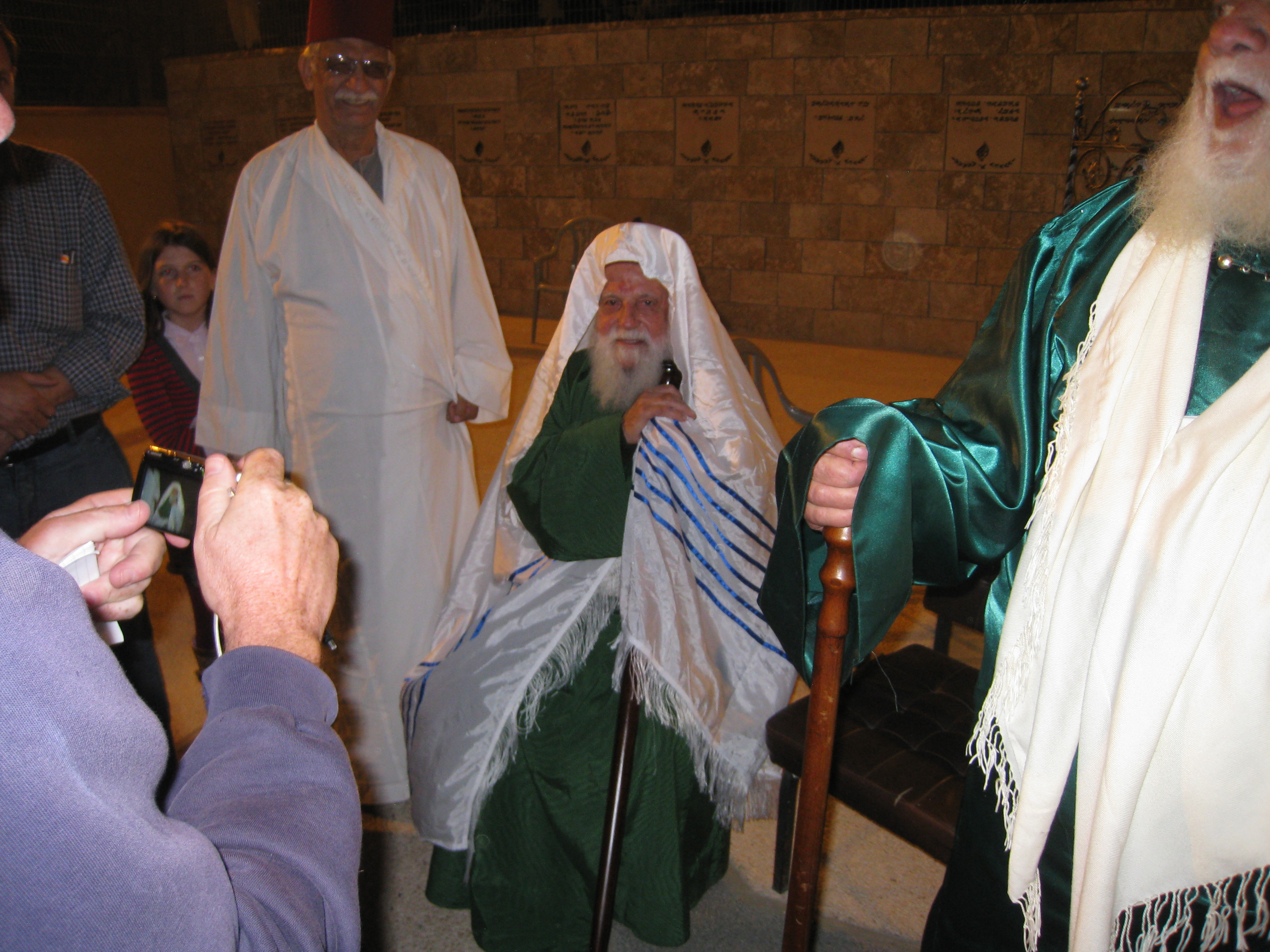
Sumo Sacerdote Samaritano na cerimônia de sacrifício da Páscoa

### Deveres e responsabilidades
O Sumo sacerdote samaritano tem as seguintes funções no presente:
1. Ele decide todas as questões da lei religiosa.
2. Ele preside as cerimônias religiosas no Monte Gerizim.
3. Ele valida todos os casamentos e divórcios dentro da comunidade samaritana.
4. Ele publica anualmente o calendário litúrgico dos samaritanos.
5. Ele confirma a adesão da comunidade samaritana.
6. Ele nomeia os Cantores e a Shechita da comunidade.
7. Ele representa a comunidade samaritana para o mundo exterior.

### Linhagem
Desde 1623-24, o cargo de sumo sacerdote foi transmitido por uma família que remonta ao neto de Aarão, Itamar. Após a morte de um sumo sacerdote, o ofício passa para o homem mais velho daquela família, a menos que ele tenha contraído um casamento que o desqualifique para o sumo sacerdócio.
Parece, com base nas maiores lacunas de tempo entre os sumos sacerdotes, que vários nomes podem estar faltando ou que houve longos períodos de vacância entre os sacerdotes.
A linhagem contínua dos sumos sacerdotes samaritanos, descendentes diretos de Aarão, através de seu filho Eleazar e de seu filho Finéias, foi interrompida no início do século XVII. Em 1624, Shalma I ben Phinehas, o último sumo sacerdote samaritano da linhagem de Eleazar, filho de Arão, morreu sem sucessão masculina, mas os descendentes do outro filho de Arão, Itamar, permaneceram e assumiram o cargo.
Há quatro famílias dentro da Casa de Itamar. A ordem Åbtå, descendente do 113º Sumo Sacerdote Tsedaka ben Tabia, que ocupou o cargo de Sumo Sacerdócio desde 1624; a Casa de Finéias, também conhecida como Dār 'Åder, descendente de Fīn'ās ban Yīṣ'å̄q (Finéias ben Isaac); Dār Yīṣ'å̄q, descendente de Yīṣ'å̄q ban Åmrām (Isaac ben Amram); e Dār Yāqob, descendente de Yāqob ban Årron (Jacó ben Aaron).

#### Fotografias de Sumos Sacerdotes Samaritanos

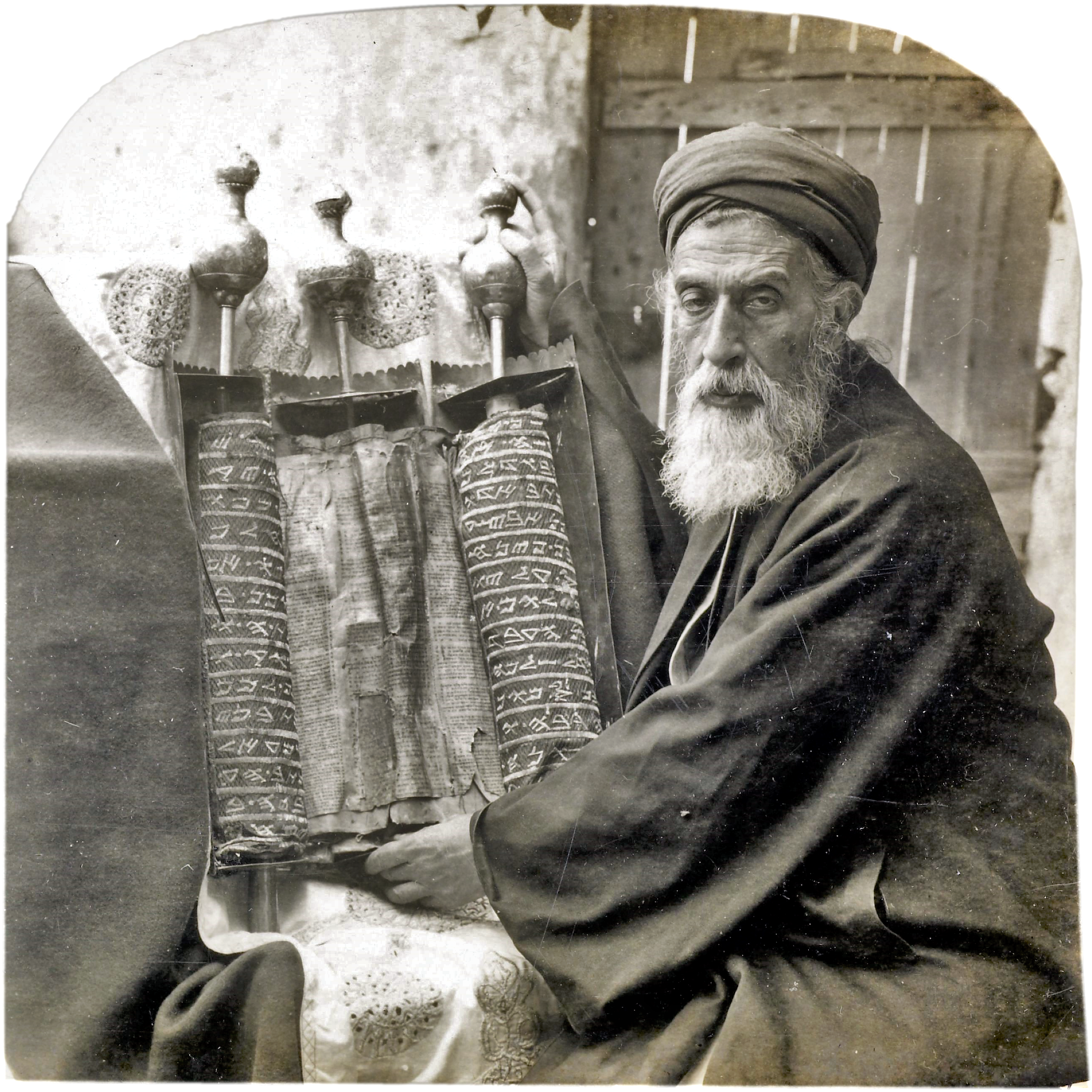
Tiago II
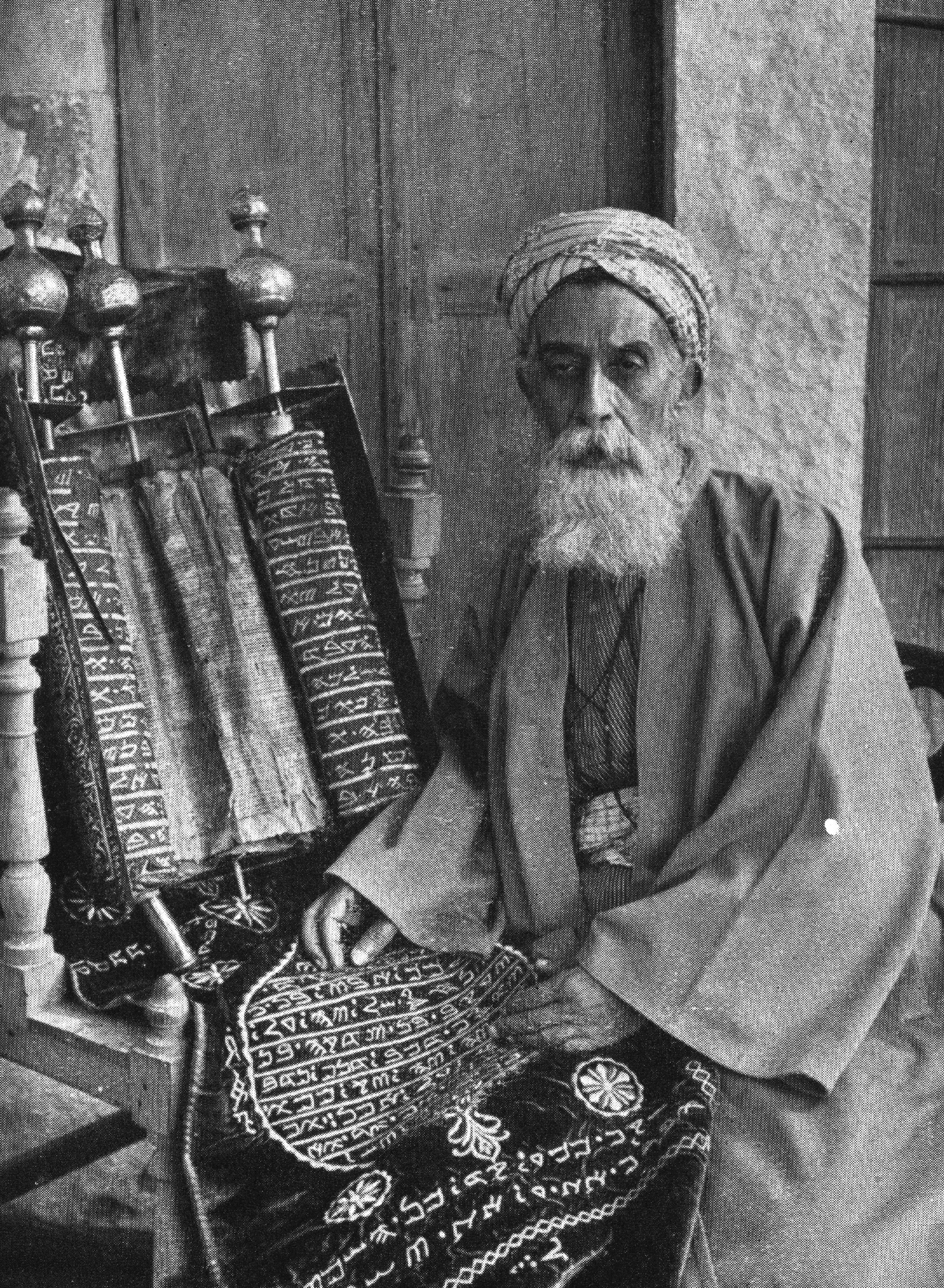
Jacó I
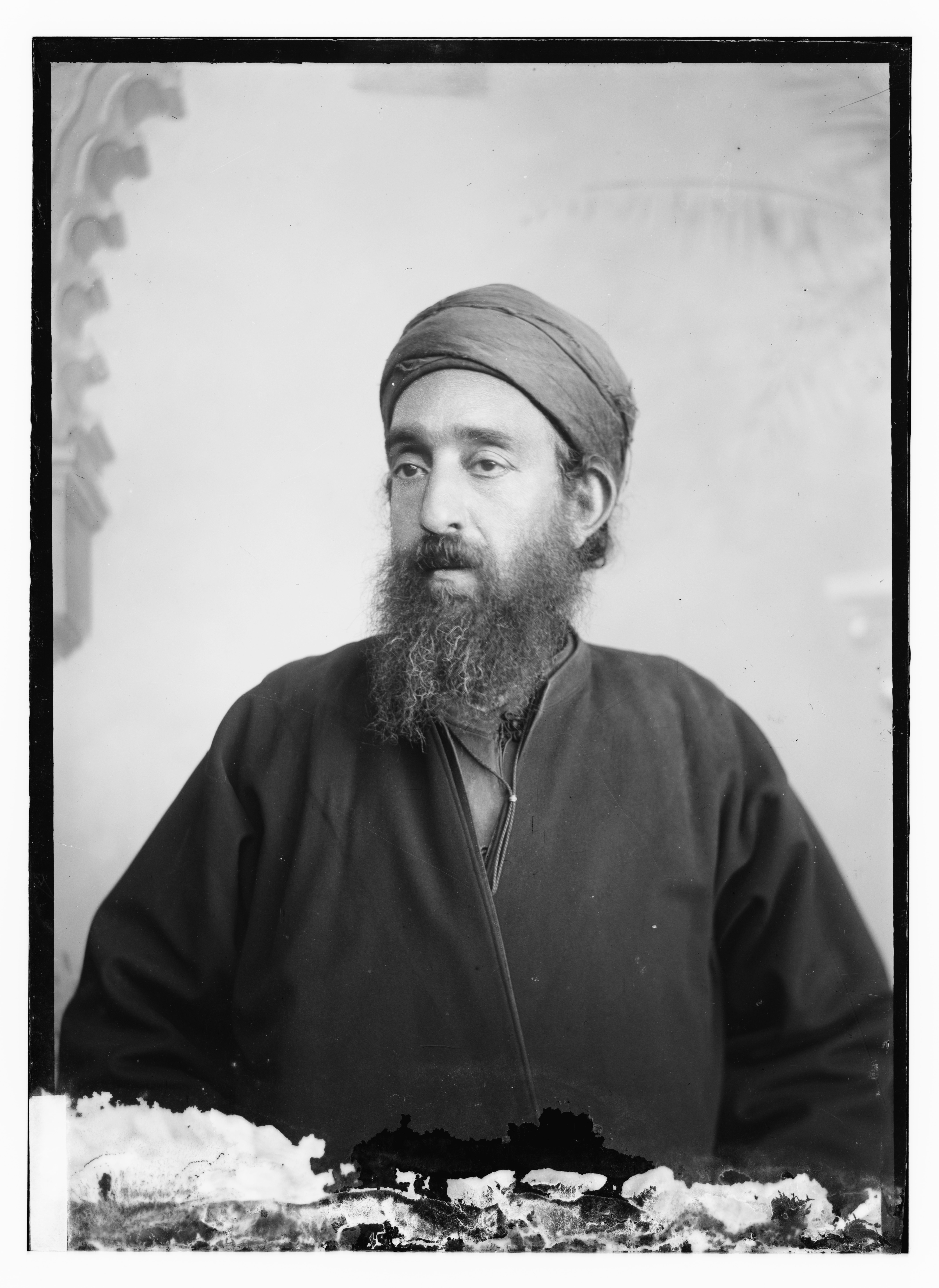
Maṣliaḥ (ou Abishah III)
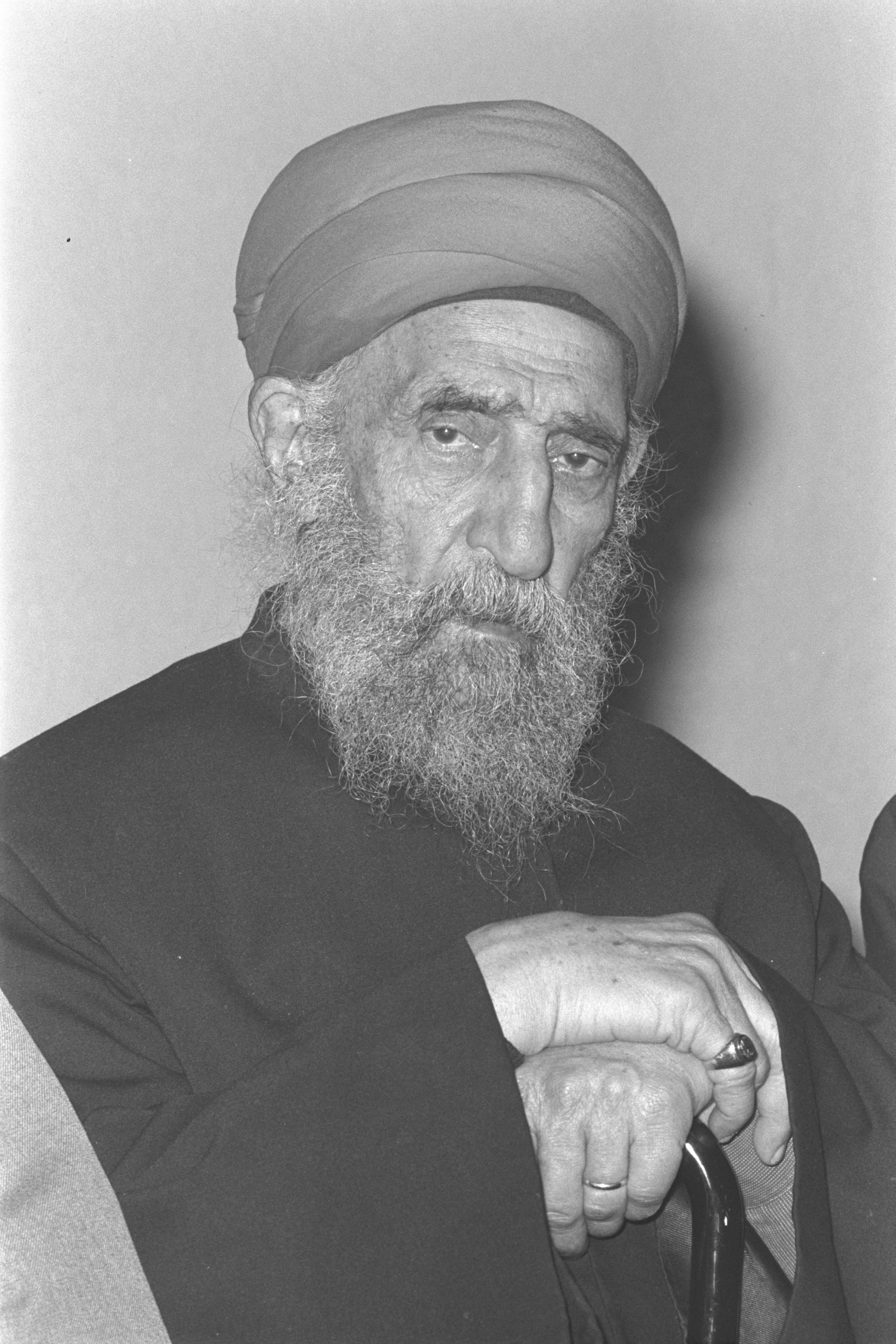
Amrão IX
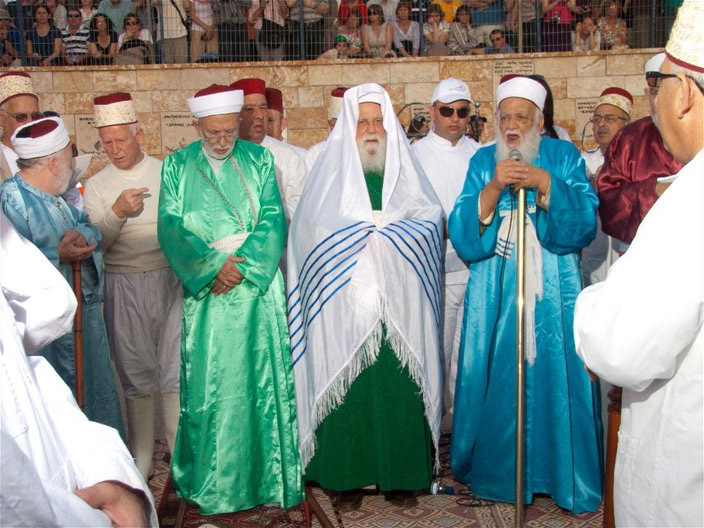
Arão IV
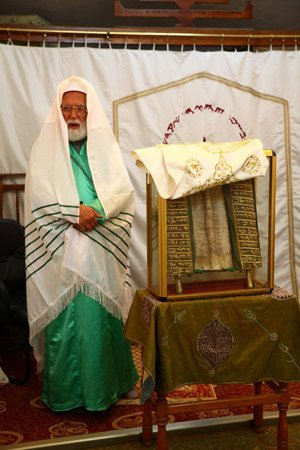
Abdul IV